# Apuldram
Apuldram lub Appledram – wieś i civil parish w Anglii, w hrabstwie West Sussex, w dystrykcie Chichester. Leży 3 km na południowy zachód od miasta Chichester i 90 km na południowy zachód od Londynu. W 2011 roku civil parish liczyła 169 mieszkańców.